# مايكل فوستر (كاتب أمريكي)
مايكل فوستر (بالإنجليزية: Michael Foster)‏ (1904 - 1956)؛ صحفي، مؤلف وروائي أمريكي.

## روابط خارجية
- مايكل فوستر على موقع IMDb (الإنجليزية)